# Dietmar Hoffmann
Dietmar Hoffmann (* 8. November 1955) ist ein ehemaliger deutscher Fußballspieler auf der Position eines Mittelfeldspielers.
Er absolvierte unter anderem für die Kickers Offenbach ein Spiel in der Fußball-Bundesliga.

## Leben
Hoffmann spielte bereits in seiner Jugend bei den Kickers Offenbach. Mit den A-Junioren Offenbachs und deren Trainer Engelbert Kraus nahm er an der A-Jugendmeisterschaft 1972/73 teil, in deren Finale sie einzogen. Dort unterlagen sie jedoch am 8. Juli 1973 in München den A-Junioren des VfB Stuttgarts mit 1:3, obwohl sie von der 6. bis zur 30. Spielminute durch ein Tor von Ziemer mit 1:0 geführt hatten. Hoffmann spielte in diesem Finale über die volle Spielzeit.
Zur Saison 1973/74 stieß er in den Kader der ersten Mannschaft. Offenbach belegte am Ende dieser Saison in der Abschlusstabelle den 10. Platz. Hoffmann kam hier in den 34 Spielen nur ein Mal zum Einsatz, am 33. Spieltag, dem 11. Mai 1974, beim und gegen den FC Bayern München, wo sein Team durch ein Tor von Gerd Müller in der 75. Spielminute mit 0:1 verlor. Hoffmann wurde hier in der 81. Spielminute für Peter Berg eingewechselt.
Auch in den Saisons 1974/75, wo Offenbach in der Abschlusstabelle den 8. Platz belegte, und 1975/76 stand Hoffmann noch im Kader der Offenbacher. Diese standen am Ende der Saison nur auf dem 17. von 18 Tabellenplätzen, was den Abstieg in die Zweitklassigkeit bedeutete. Hoffmann wurde jedoch in beiden Saisons nicht eingesetzt.